# Sorex oreopolus
Sorex oreopolus, también conocida como la musaraña mexicana de cola larga, es una especie de musaraña de la familia soricidae.

## Distribución geográfica
Es endémica de México.